# Malvòidies
Malvoideae és una subfamília botànica de la família de les Malvàcies. La subfamília Malvoideae té 78 gèneres amb unes 1670 espècies. El gèneres amb més espècies d'aquesta subfamília és Hibiscus amb unes 550 espècies. Les Malvoideae es subdivideixen en quatre tribus i dos gèneres que no pertanyen a cap tribu: 
- Tribu Malveae, amb 69 gèneres:
  - Abutilon
  - Acaulimalva
  - Akrosida
  - Alcea
  - Allosidastrum
  - Allowissadula
  - Althaea
  - Andeimalva J. A. Tate
  - Anisodontea
  - Anoda
  - Asterotrichion, amb una sola espècie: 
    - Asterotrichion discolor (Hook.) Melville

  - Bakeridesia
  - Bastardiastum
  - Bastardia
  - Bastardiopsis
  - Batesimalva
  - Billieturnera, amb una sola espècie:
    - Billieturnera helleri (Rose) Fryxell

  - Briquetia
  - Calyculogygas, amb una sola espècie:
    - Calyculogygas uruguayensis Krapov.

  - Callirhoe
  - Calyptraemalva, amb una sola espècie:
    - Calyptraemalva catharinensis Krapov.

  - Corynabutilon
  - Cristaria
  - Dendrosida
  - Eremalche
  - Fryxellia
  - Fuertesimalva
  - Gaya
  - Gynatrix
  - Herissantia
  - Hochreutinera
  - Hoheria
  - Horsfordia
  - Iliamna
  - Kearnemalvastrum
  - Kitaibelia
  - Krapovickasia
  - Lavatera
    - Lavatera trimestris

  - Lawrencia
  - Lecanophora
  - Malvastrum
  - Malvella
  - Malacothamnus
  - Malope
  - Malva L.
  - Meximalva
  - Modiola
  - Modiolastrum
  - Monteiroa
  - Napaea
  - Neobaclea, amb una sola espècie:
    - Neobaclea crispifolia (Cav.) Krapov.

  - Neobrittonia
  - Nototriche
  - Palaua
  - Periptera
  - Phymosia
  - Plagianthus
  - Pseudabutilon
  - Rhynchosida
  - Robinsonella
  - Sida
  - Sidastrum
  - Sidalcea
  - Sidasodes
  - Sphaeralcea, 
    - Sphaeralcea procera

  - Tarasa
  - Tetrasida
  - Wissadula

- Tribu Gossypieae, amb 9 o 10 gèneres: 
  - Cephalohibiscus
  - Cienfuegosia
  - Gossypioides
  - Gossypium
  - Hampea
  - Kokia
  - Lebronnecia, amb una sola espècie
    - Lebronnecia kokioides

  - Thepparatia, amb una sola espècie: 
    - Thepparatia thailandica

  - Thespesia

- Tribu Hibisceae, amb entre 27 i 30 gèneres:[1]
  - Abelmoschus
    - Abelmoschus esculentus - Ocra

  - Anotea (DC.) Kunth
  - Cenocentrum Gagnep.
  - Decaschistia Wight & Arn.
  - Fioria Mattei
  - Goethea, part del gènere Pavonia segons certes classificacions.
  - Helicteropsis Hochr.
  - Hibiscadelphus Rock.
  - Hibiscus L.
  - Humbertianthus Hochr.
  - Humbertiella Hochr.
  - Kosteletzkya C.Presl
  - Macrostelia Hochr.
  - Malachra L.
  - Malvaviscus Fabr.
  - Megistostegium Hochr.
  - Papuodendron C.T.White
  - Pavonia Cav.
  - Peltaea (C.Presl) Standl.
  - Perrierophytum Hochr.
  - Phragmocarpidium Krapov.
  - Radyera Bullock
  - Rojasimalva Fryxell
  - Senra Cav., amb una sola espècie:
  - Senra incana Cav.
  - Symphyochlamys Gürke
  - Talipariti Fryxell
  - Urena L.:
    - Urena lobata - Jute del Congo

  - Wercklea Pittier & Standl.

- Tribu Kydieae, amb uns quatre gèneres:[2]
  - Dicellostyles Benth.
  - Julostylis Thwaites
  - Kydia Roxb.
  - Nayariophyton T.K.Paul

- Set gèneres no han estat assignats a cap tribu: 
  - Alyogyne
  - Camptostemon
  - Howittia, amb una sola espècie:
    - Howittia trilocularis F.Mueller

  - Jumelleanthus
  - Lagunaria, amb una sola espècie:
    - Lagunaria patersonia (Andrews) G.Don

  - Pentaplaris
  - Uladendron, amb una sola espècie:
    - Uladendron codesuri Marc.-Berti